# 戦車第1師団 (日本軍)
戦車第1師団（せんしゃだいいちしだん、旧字体：戰車第一師團）は、大日本帝国陸軍の機甲師団の一つ。当初4個戦車連隊、1個機動歩兵連隊、1個機動砲兵連隊などの部隊で構成された。

## 沿革
1942年（昭和17年）6月、第1戦車団を基幹に満洲帝國牡丹江省（現・中華人民共和国黒竜江省）寧安県で編成され、機甲軍に属した。満州東部国境付近に配置され、教育錬成を実施し有事の際には第1方面軍に配備する計画であった。
1944年（昭和19年）4月、所属の戦車第9連隊は第31軍に編入され、サイパン島へ移動した。次いで、所属の戦車第3連隊と師団防空隊は大陸打通作戦に加わった。
1945年（昭和20年）3月、本土決戦に備えるため、戦車第1師団は日本本土へ移動し、第12方面軍第36軍に編入された。師団司令部と戦車第1連隊は栃木県佐野市に、戦車第5連隊は栃木県那須郡金田村（現・大田原市）の金丸原飛行場（のち埼玉県北埼玉郡加須町＝現・加須市へ移動）に、機動歩兵第1連隊及び機動砲兵第1連隊を栃木県下都賀郡吹上村（現・栃木市）にそれぞれ配置した。
連合軍の上陸想定地を、九十九里浜を第一とし、他に相模湾、鹿島灘を考慮し準備を整えた。優勢な連合国軍の攻撃に対応するため夜間行動を予定し、筑波山東側と多摩川西側に掩蔽部を構築するなどの準備を進めた。

ところが同年8月15日、第42代内閣総理大臣鈴木貫太郎がポツダム宣言を受諾して帝國陸海軍は降伏。これを受けて本師団は武装解除させられ、当初の設立目的だった本土決戦で活躍することなく、その任務を終えた。

## 師団概要

### 歴代師団長
- 星野利元 中将：1942年（昭和17年）9月1日 - 1945年6月15日[1]
- 細見惟雄 中将：1945年（昭和20年）6月15日 - 終戦[2]

### 参謀長
- 清水馨 中佐：1942年（昭和17年）7月19日 - 終戦[3]

### 最終司令部構成
- 参謀長：清水馨大佐
  - 参謀：樋口六之助少佐
- 高級副官：宮地育三中佐
- 経理部長：岸本勘一主計大佐

### 機甲軍創設時の戦車第1師団所属部隊
- 戦車第1旅団
  - 戦車第1連隊
  - 戦車第5連隊
- 戦車第2旅団
  - 戦車第3連隊→昭和19年　第11軍に転属　中支で終戦
  - 戦車第9連隊→昭和19年　第31軍第43師団に転属　サイパン、グアムで全滅
- 機動歩兵第1連隊
- 機動砲兵第1連隊
- 戦車第1師団速射砲隊
- 戦車第1師団捜索隊→戦車第26連隊に改編　第1軍第109師団に転属　昭和19年　硫黄島で全滅
- 戦車第1師団防空隊
- 戦車第1師団工兵隊
- 戦車第1師団整備隊
- 戦車第1師団輜重隊

（昭和17年6月24日　軍令陸第42号）

### 最終所属部隊
- 戦車第1連隊（福岡）：中田吉穂大佐
- 戦車第5連隊（福岡）：杉本守衛大佐
- 機動歩兵第1連隊（久留米）：沢敏行大佐
- 機動砲兵第1連隊（福岡）：神部英彦中佐
- 戦車第1師団速射砲隊：須山正規少佐
- 戦車第1師団工兵隊：安藤進少佐
- 戦車第1師団整備隊：鈴木宣少佐
- 戦車第1師団輜重隊：前野重弘中佐
- 戦車第1師団通信隊：森田一雄少佐